# Gemenskap i jul
Gemenskap i jul började firas i Jönköping i Sverige 1968, och har blivit en tradition där människor samlas och firar jul gemensamt från julafton till annandag jul. Efter den julen bildades Ny gemenskap i januari 1969.
Traditionen har sedan blivit större, och spritt sig runtom i Sverige, bland annat till Uddevalla. och
Hedemora.

### Fotnoter
1. ↑  Gemenskap i jul, läst 23 december 2012
2. ↑  enny Leonardz (23 december 2008). ”De vågade vägra julen” (på svenska). Svenska dagbladet. https://www.svd.se/de-vagade-vagra-julen. Läst 30 augusti 2018.
3. ↑  ”Bohusläningen 27 december 2010, läst 23 december 2012”. Arkiverad från originalet den 18 april 2013. https://archive.is/20130418011721/http://bohuslaningen.se/nyheter/uddevalla/1.1069900-gemenskap-i-jul. Läst 18 april 2013.
4. ↑  Dalarnas Tidningar 21 december 2008, läst 23 december 2012